# Йоанн Аркін
Йоанн Аркін (фр. Yoann Arquin, нар. 15 квітня 1988, Гавр) — мартиніканський та французький футболіст, нападник національної збірної Мартиніки.

## Клубна кар'єра
У дорослому футболі дебютував 2006 року виступами за другу команду клубу «Нансі Б», в якій провів один сезон у Аматорській лізі франції, взявши участь лише у 10 матчах чемпіонату.
Згодом з 2007 по 2011 рік у цьому ж дивізіоні по сезону грав у складі клубів «Нант Б», «Кемпер», «Парі Сен-Жермен Б» та «Ред Стар», вийшовши з останньою командою за результатами сезону 2010/11 до третього дивізіону Франції.
Влітку 2011 року футболіст відправився до Великої Британії, де 25 липня 2011 року підписав контракт з англійським «Герефорд Юнайтед». Аркін забив свій перший гол за клуб 9 серпня в першому раунді Кубка Ліги проти «Брентфорда». За решту сезону він забив ще 7 разів у чемпіонаті, однак не врятував команду від вильоту до футбольної Конференції, п'ятої за рівнем ліги Англії.
Після цього Йоанн покинув клуб і 11 липня 2012 року став восьмим підписанням «Ноттс Каунті» в рамках підготовки до сезону 2012/13, підписавши контракт на один рік, з можливістю продовження ще на 12 місяців. Дебютував за новий клуб в матчі Кубка Футбольної ліги проти «Бредфорд Сіті». А у своєму дебютному матчі в Першій лізіи (третій дивізіон Англії), в матчі проти «Крю Александра» (2:1) Йоанн забив переможний гол, але за дві хвилини по тому був вилучений з поля. В підсумку він закінчив сезон 2012/13 як найкращий бомбардир «Ноттс Каунті», забивши 7 голів.
У наступному сезоні футболіст втратив місце в стартовому складі і перестав регулярно забивати, через що 15 січня 2014 року Аркін приєднався до шотландського клубу «Росс Каунті», підписавши контракт на 1 рік. Він забив гол у дебютному матчі з «Данді Юнайтед» (3:0) 18 січня 2014 року і був основним гравцем клубу аж до завершення контракту 2 січня 2015 року.
14 січня 2015 року Аркін підписав контракт з іншим клубом вищого шотландського дивізіону «Сент-Міррен» до кінця сезону 2014/15. В дебютному матчі 17 січня 2015 року проти свого попереднього клубу «Росс Каунті» Йоанн отримав червону картку на 37 хвилині, тим не менш його нова команда виграла 2:1, а по апеляції червона картка була замінена на жовту, внаслідок чого наступний матч проти «Данді Юнайтед» (1:1) Аркін знову розпочав в стартовому складі. Йоанн залишив клуб 29 травня 2015 року, зігравши 12 матчів і не забивши жодного гола.
22 липня 2015 року Аркін підписав контракт на два роки з турецьким клубом «1461 Трабзон», що грав у другому дивізіоні країни, де Аркін провів наступний сезон, зігравши у 22 матчах, але не врятував команду від вильоту до третього дивізіону.
27 липня 2016 року Йоанн став гравцем шведського клубу «Сиріанска» з Супереттан, але і тут надовго не затримався і в кінці року покинув клуб, забивши 5 голів в 13 матчах чемпіонату.
В грудні 2016 року Аркін повернувся в англійський футбол, ставши гравцем «Менсфілд Тауна». Відтоді він встиг відіграти за команду з Менсфілда 11 матчів в четвертому дивізіоні країни і покинув клуб в кінці сезону 2016/17.

## Виступи за збірну
Незважаючи на те, що Аркін народився і виріс у Франції, він мав мартиніканське походження, через що мав право грати у складі національної збірної Мартиніки.  За неї футболіст дебютував 7 липня 2013 року на Золотому кубку КОНКАКАФ 2013 року у США проти збірної Канади (1:0). Всього на турнірі футболіст зіграв у двох матчах, але його збірна не вийшла з групи.
Згодом у складі збірної Аркін був учасником розіграшу Золотого кубка КОНКАКАФ 2017 року у США.
Наразі провів у формі головної команди країни 15 матчів, забивши 4 голи.